# La Plata (Nowy Meksyk)
La Plata – jednostka osadnicza w Stanach Zjednoczonych, w stanie Nowy Meksyk, w hrabstwie San Juan.